# سارة لعلامة
سارة لعلامة (مواليد 14 فبراير 1994 في قسنطينة) هي ممثلة جزائرية، وعارضة أزياء ، درست التمثيل والمسرح، دخلت مجال التمثيل بشكل رسمي في رمضان 2010 في مسلسل بعنوان "اسرار الماضي".

## أعمالها
المسلسلات
| 2023 | اخو البنات                    | سعدية         | دور رئيسي          | فكاهي  |
| ---- | ----------------------------- | ------------- | ------------------ | ------ |
| ‌‍2010  | اسرار الماضي                  | نورهان        | دور رئيسي (البطلة) | درامي  |
| 2014 | La classe                     | الاستاذة دنيا | دور مساند          | فكاهي  |
| 2015 | حب في قفص الاتهام             | ياسمين        | دور رئيسي (البطلة) | درامي  |
| 2016 | قلوب تحت الرماد               | قمر           | دور رئيسي (البطلة) | درامي  |
| 2017 | صمت الابرياء                  | حنان          | دور رئيسي (البطلة) | درامي  |
| 2019 | مشاعر (مسلسل تونسي جزائري) ج1 | زهرة          | دور رئيسي(البطلة)  | درامي  |
| 2021 | مشاعر (مسلسل تونسي جزائري) ج2 | زهرة          | دور رئيسي(البطلة)  | درامي  |
| 2021 | مسلسل المليونير               | ليلى          | دور رئيسي(البطلة)  | درامي  |
| 2023 | أخو البنات                    |               | دور رئيسي          | كوميدي |
| 2025 | اللي فات مات                  |               |                    | درامي  |

الافلام
| السنة | اسم الفيلم           | الشخصية | نوع الفيلم |
| ----- | -------------------- | ------- | ---------- |
| 2017  | عبد الحميد ابن باديس | يامنة   | تاريخي     |

## وصلات خارجية
- سارة لعلامة على موقع IMDb (الإنجليزية)